# Muna Jabir Adam
Muna Jabir Ahmed Adam (née le 6 janvier 1987 à El Obeid) est une athlète soudanaise, spécialiste du 400 mètres haies. Elle détient aussi plusieurs records nationaux dans d'autres disciplines, dont les relais.

## Biographie
Au départ une sprinteuse, Muna Jabir Ahmed se distingue dès 2002 en remportant le 400 mètres aux Championnats panarabes d'athlétisme juniors du Caire, alors qu'elle est cadette. Elle récidive en 2004 et ajoute un titre sur 800 mètres. La même année, elle obtient 4 médailles aux Jeux panarabes dont une d'or sur 400 m avec le temps de 53 s 34.
À partir de 2005 elle s'aligne également sur 400 mètres haies et sur l'heptathlon, où elle finit 2e des championnats d'Afrique des épreuves combinées, puis vainqueur des championnats d'Afrique juniors, et enfin des championnats panarabes, au cours desquels elle établit un record national.
En 2007 elle remporte le 400 m haies des Jeux africains, portant son record à 54 s 93, et participe aux Championnats du monde d'Osaka, où elle est éliminée en demi-finale. L'année suivante, elle échoue en séries des Jeux olympiques de Pékin.

## Palmarès
| Date | Compétition            | Lieu     | Résultat | Épreuve     | Performance   |
| ---- | ---------------------- | -------- | -------- | ----------- | ------------- |
| 2003 | Championnats panarabes | Amman    | 3e       | 200 m       | 24 s 45       |
| 2003 | Championnats panarabes | Amman    | 2e       | 400 m       | 54 s 34       |
| 2003 | Championnats panarabes | Amman    | 2e       | 4 × 100 m   | 48 s 68       |
| 2003 | Championnats panarabes | Amman    | 2e       | 4 × 400 m   | 3 min 51 s 28 |
| 2004 | Jeux panarabes         | Alger    | 2e       | 200 m       | 24 s 36       |
| 2004 | Jeux panarabes         | Alger    | 1re      | 400 m       | 53 s 34       |
| 2004 | Jeux panarabes         | Alger    | 2e       | 4 × 100 m   | 48 s 32       |
| 2004 | Jeux panarabes         | Alger    | 2e       | 4 × 400 m   | 3 min 39 s 53 |
| 2005 | Championnats panarabes | Radès    | 1re      | 400 m haies | 57 s 88       |
| 2005 | Championnats panarabes | Radès    | 1re      | Heptathlon  | 4 977 pts     |
| 2005 | Championnats panarabes | Radès    | 1re      | 4 × 400 m   | 3 min 41 s 43 |
| 2007 | Championnats panarabes | Amman    | 1re      | 400 m       | 53 s 10       |
| 2007 | Championnats panarabes | Amman    | 3e       | 400 m haies | 57 s 98       |
| 2007 | Championnats panarabes | Amman    | 3e       | Javelot     | 37,15 m       |
| 2007 | Championnats panarabes | Amman    | 1re      | Heptathlon  | 4 815 pts     |
| 2007 | Championnats panarabes | Amman    | 2e       | 4 × 400 m   | 3 min 56 s 71 |
| 2007 | Jeux africains         | Alger    | 1re      | 400 m haies | 54 s 93       |
| 2007 | Jeux africains         | Alger    | 3e       | 4 × 400 m   | 3 min 34 s 84 |
| 2007 | Jeux panarabes         | Le Caire | 1re      | 400 m haies | 54 s 93       |
| 2007 | Jeux panarabes         | Le Caire | 1re      | Heptathlon  | 4 594 pts     |
| 2007 | Jeux panarabes         | Le Caire | 2e       | 4 × 100 m   | 47 s 43       |
| 2007 | Jeux panarabes         | Le Caire | 1re      | 4 × 400 m   | 3 min 38 s 56 |

### Records
| Épreuve     | Performance       | Lieu     | Date              |
| ----------- | ----------------- | -------- | ----------------- |
| 200 m       | 23 s 88           | Khartoum | 24 mai 2007       |
| 400 m       | 53 s 09           | Khartoum | 24 mai 2007       |
| 800 m       | 2 min 2 s 42 (NR) | Rabat    | 23 mai 2009       |
| 100 m haies | 14 s 31 (NR)      | Khartoum | 31 mai 2007       |
| 400 m haies | 54 s 93 (NR)      | Alger    | 22 juillet 2007   |
| Heptathlon  | 4 977 pts (NR)    | Radès    | 16 septembre 2005 |